# La muerte no va conmigo
La muerte no va conmigo es un álbum de los músicos chilenos Patricio Manns e Inti-Illimani, lanzado en 1985 en Europa, mientras se encontraban exiliados producto de la dictadura militar de su país.

## Lista de canciones[4]
| N.º   | Título                                         | Escritor(es)                     | Duración |  |
| 1.    | «La muerte no va conmigo»                      | Patricio Manns, Horacio Salinas  | 2:17     |  |
| 2.    | «Escenas del olvido en Valparaíso»             | Patricio Manns                   | 5:41     |  |
| 3.    | «Can-can del piojo»                            | Patricio Manns                   | 3:33     |  |
| 4.    | «La canción que te debo»                       | Patricio Manns                   | 5:45     |  |
| 5.    | «Elegía para una muchacha roja»                | Patricio Manns                   | 5:10     |  |
| 6.    | «Balada de los amantes del camino de Taverney» | Patricio Manns                   | 4:29     |  |
| 7.    | «Desaparición de Josefina»                     | Patricio Manns, Desiderio Arenas | 4:09     |  |
| 8.    | «Concierto de Trez-vella»                      | Patricio Manns                   | 13:17    |  |
| 44:22 |                                                |                                  |          |  |

## Créditos
Intérpretes
- Max Berrú
- Jorge Coulón
- Marcelo Coulón
- Horacio Durán
- Renato Freyggang
- Patricio Manns
- Horacio Salinas
- José Seves

Colaboración
- Piano: Susana Bauer